# Adinandra sarosanthera
Adinandra sarosanthera là một loài thực vật có hoa trong họ Pentaphylacaceae. Loài này được Miq. mô tả khoa học đầu tiên năm 1859.